# Volkswagen Pickup AAC
Volkswagen Pickup AAC är en konceptbil visad på den stora motormässan i Detroit, Michigan.
AAC betyder Advanced Activity Concept. Det är en modell tillverkad för att testa den amerikanska offroad-drömmen.
Motor: 10 cylindrar, direktinsprutad turbodiesel med 313 hk. Ett vridmoment på 750 newtonmeter 2000 varv/min.
Chassi: 19 tums hjul, axelavstånd 332 cm, total längd 526 cm. Trestegs luftfjädring.